# Sorin Creciun
Sorin Creciun (* 4. April 1980 in Chișinău) ist ein moldauischer Pianist.

## Leben und Wirken
Creciun besitzt die deutsche und rumänische Staatsangehörigkeit. Er absolvierte sein Klavierstudium zunächst an der Nationalen Musikuniversität Bukarest bei Sandu Sandrin und studierte danach bis 2009 an der Hochschule für Musik Hanns Eisler Berlin bei Georg Sava. Sein Konzertexamen schloss er mit Auszeichnung ab. Er ist Preisträger mehrerer internationaler Klavierwettbewerb, unter anderem nahm er 2009 an der George Enescu International Competition teil und war im Rahmen dieses Wettbewerbs Preisträger des Premiul „Constanţa Erbiceanu“.
Crecium konzertierte in zahlreichen europäischen Ländern, in den USA, Japan und Südkorea. In Deutschland trat er unter anderem in der Berliner Philharmonie, im Berliner Konzerthaus, im Münchner Prinzregententheater oder der Bremer Glocke auf. Seine Konzerte wurden auch von Rundfunk- und Fernsehsendern in Deutschland und Rumänien aufgezeichnet.
Neben seiner pianistischen Tätigkeit orchestriert er und schreibt Transkriptionen für Klavier und Sinfonieorchester, zum Beispiel den Frühlingsstimmenwalzer von Johann Strauss oder den Maskerade-Walzer von Aram Chatschaturjan.

## Diskografie (Auswahl)
- Viktoria Kaunzner –  ja(zz)smine rice (Solo Musica; 2014)